# Randring-Perlmuttfalter

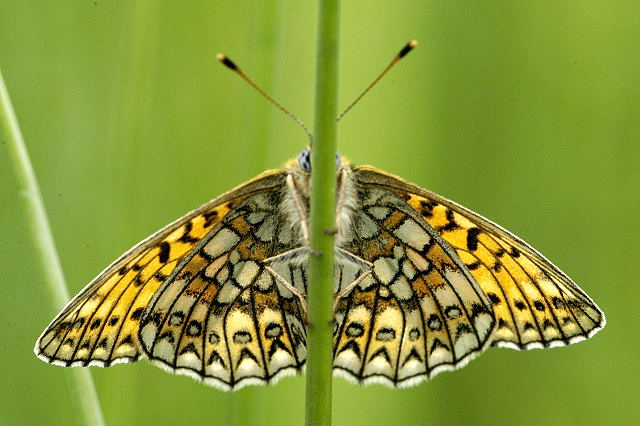
Flügelunterseiten

Der Randring-Perlmuttfalter (Boloria eunomia) ist ein Schmetterling (Tagfalter) aus der Familie der Edelfalter (Nymphalidae).

## Merkmale
Die Falter erreichen eine Flügelspannweite von 28 bis 40 Millimetern. Die Männchen haben orangerote Flügeloberseiten mit feinen, schwarzen Querlinien, Punkten und Winkelflecken. Die Flügeloberseiten der Weibchen sind gelbbraun gefärbt und weisen eine kräftigere schwarze Zeichnung auf. Darüber hinaus sind die Flügel mal mehr, mal weniger dunkel bestäubt. Die Unterseiten der Hinterflügel sind bei beiden Geschlechtern cremeweiß und orange gemustert. Sie tragen keine Perlmuttflecken. Am Außenrand sind eine Reihe Winkelflecken und dahinter cremefarbene, schwarz umrandete Ringflecken zu sehen.

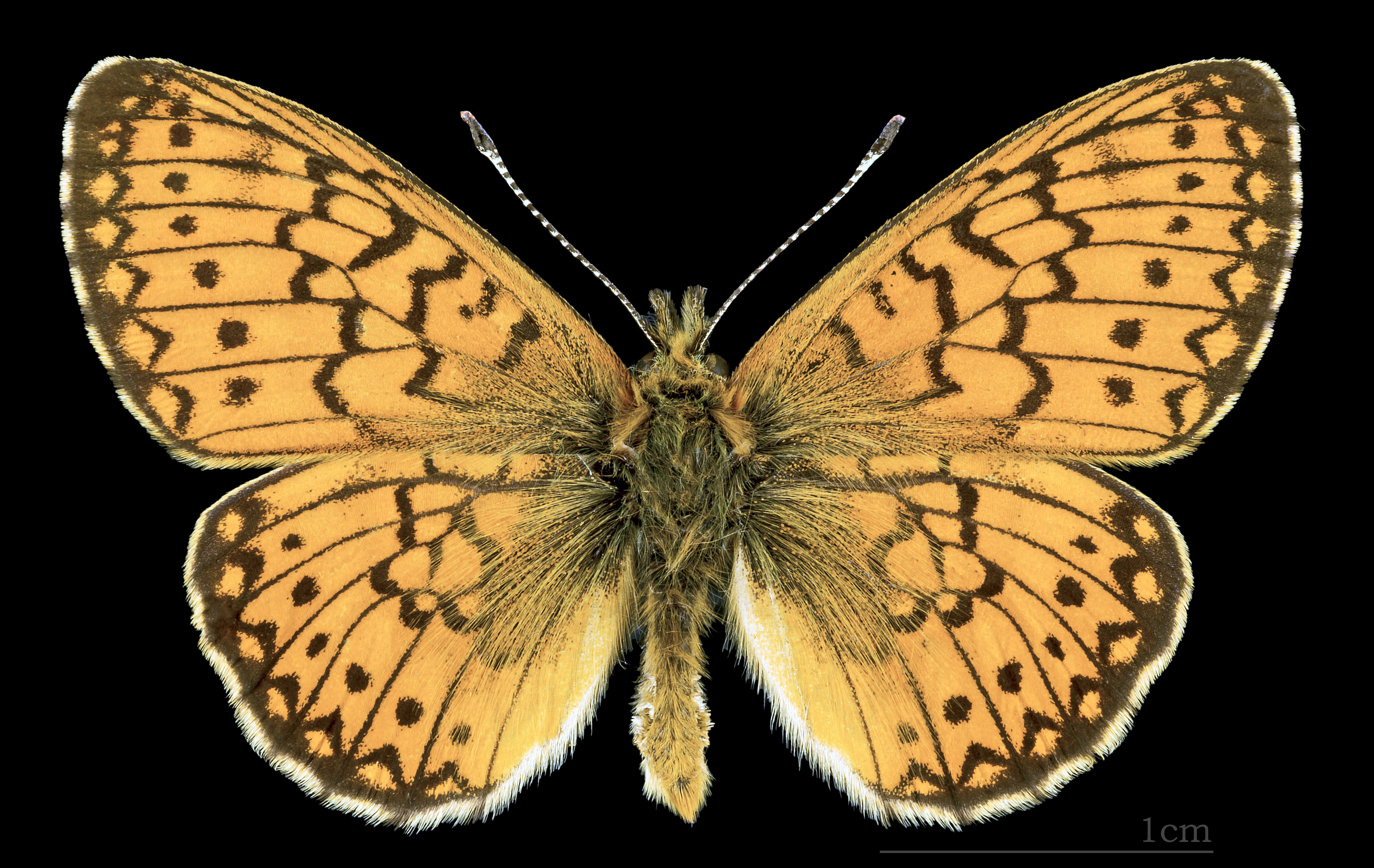
Randring-Perlmuttfalter
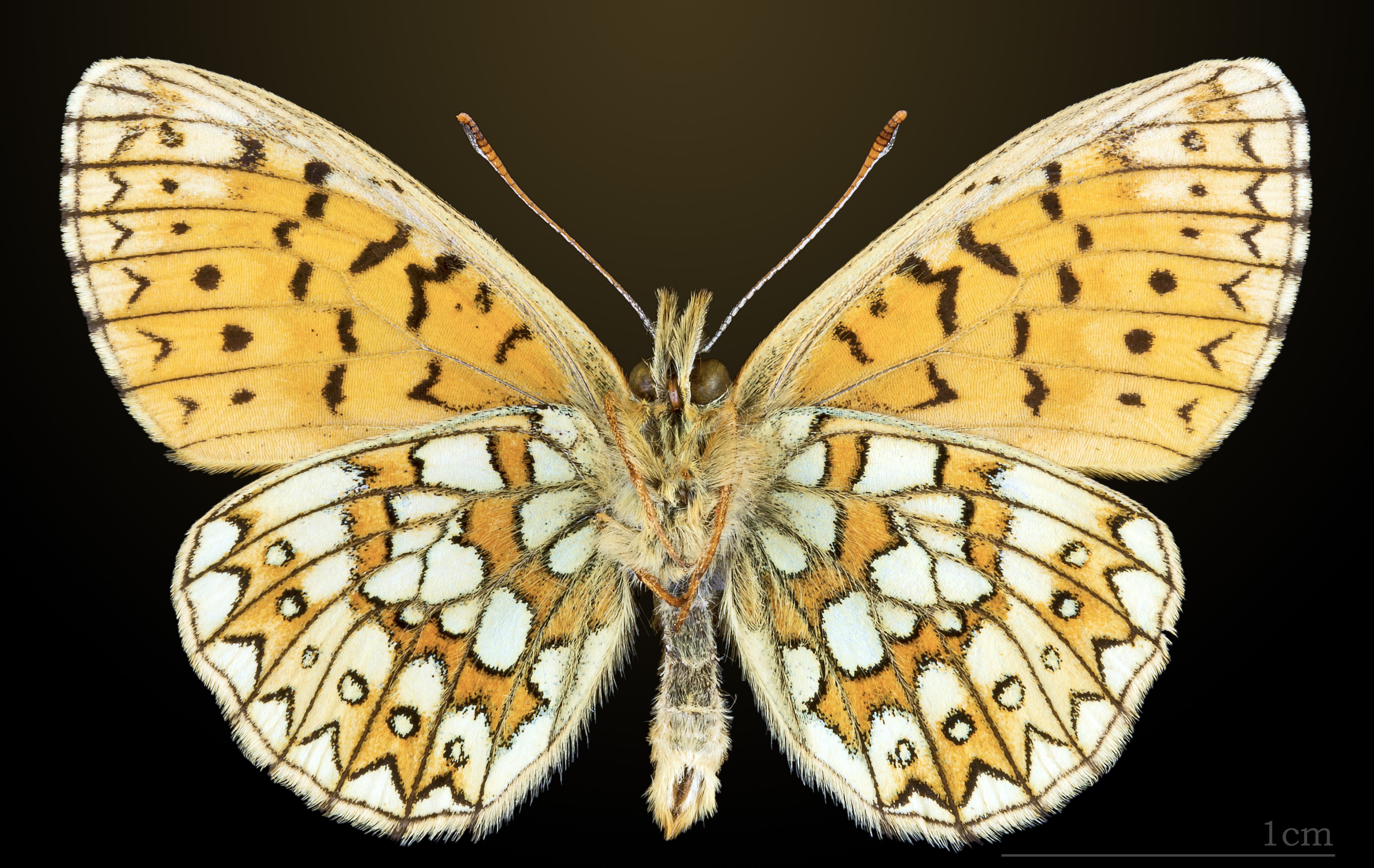
△ Randring-Perlmuttfalter

Die Raupen werden ca. 23 Millimeter lang. Sie sind graubraun gefärbt und haben eine feine, helle Punktierung am ganzen Körper. Sie tragen kurze, braune Dornen.

### Ähnliche Arten
- Mädesüß-Perlmuttfalter (Brenthis ino)

## Vorkommen
Die Tiere kommen vereinzelt in fast ganz Europa, besonders aber in Skandinavien und in Russland, bis in den Nordosten von China und in Nordamerika vor. In Deutschland sind sie besonders im Alpenvorland und vereinzelt in den Mittelgebirgen zu finden. Sie sind an vielen Orten selten (besonders im Norden Ostdeutschlands) oder bereits komplett verschwunden, da ihre Lebensräume durch Entwässerung oder Aufforstung zerstört werden.
Die Tiere leben auf Feuchtwiesen und am Rand von Mooren. Es ist wichtig, dass die Feuchtwiesen, wenn überhaupt, nur einmal im Jahr im Herbst gemäht werden.

### Flug- und Raupenzeiten
Die Falter fliegen in einer Generation von Ende Mai bis Anfang Juli.

## Nahrung der Raupen
Die Raupen ernähren sich von den Blättern des Schlangen-Knöterichs (Persicaria bistorta), seltener auch von anderen Knötericharten.

## Entwicklung
Die Weibchen legen ihre Eier im Gegensatz zu anderen Perlmuttfalterarten in Gruppen von 4 bis 20 Stück an der Unterseite der Blätter ihrer Futterpflanzen ab. Die schlüpfenden Raupen leben anfangs in Gesellschaft und halten sich auf der Unterseite der Blätter auf. Sie überwintern als junge Raupe um im nächsten Frühling versteckt am Boden zu leben. Nur nachts klettern sie zum Fressen auf die Pflanzen hinauf. Vermutlich überwintern die Raupen in manchen Gebieten ein zweites Mal, bevor sie sich verpuppen. Sie verwandeln sich in braungraue Stürzpuppen, die keine Silberflecken tragen. Es werden aber auch Falter gefunden, die im Herbst frisch geschlüpft sind.